# Shin’ya Tomita
Shin’ya Tomita (jap. 冨田 晋矢, Tomita Shin’ya; * 8. Mai 1980 in der Präfektur Kyoto) ist ein ehemaliger japanischer Fußballspieler.

## Karriere
Tomita erlernte das Fußballspielen in der Jugendmannschaft von Kyoto Purple Sanga. Seinen ersten Vertrag unterschrieb er 1999 bei den Kyoto Purple Sanga. Der Verein spielte in der höchsten Liga des Landes, der J1 League. Am Ende der Saison 2000 stieg der Verein in die J2 League ab. 2001 wurde er mit dem Verein Meister der J2 League und stieg in die J1 League auf. 2002 gewann er mit dem Verein den Kaiserpokal. Am Ende der Saison 2003 stieg der Verein wieder in die J2 League ab. Für den Verein absolvierte er 92 Spiele. Danach spielte er bei den Arte Takasaki (2006) und FC Mi-O Biwako Kusatsu (2007–2008). Ende 2008 beendete er seine Karriere als Fußballspieler.

## Erfolge
Kyoto Purple Sanga
- Kaiserpokal

Sieger: 2002